# Jacno

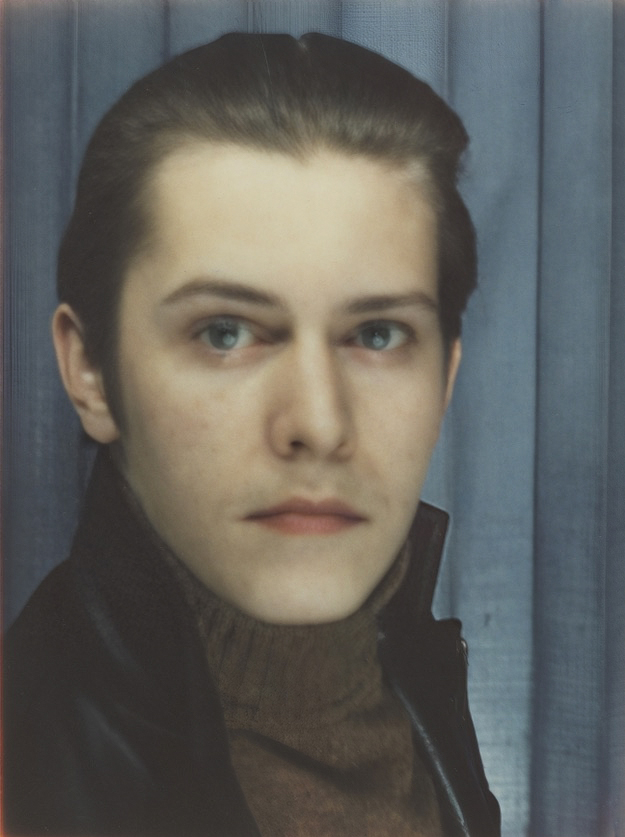
Jacno

Denis Quilliard alias Jacno fue un músico francés, nacido en París el 3 de julio de 1957, muerto en la misma ciudad el 6 de noviembre de 2009. Se sobrenombró Jacno debido al sobreconsumo de cigarrillos de la marca Gauloises cuyo logo fue diseñado por Marcel Jacno.
Fundador de uno de los primeros grupos del punk francés, Stinky Toys, con Elli Medeiros en 1976. Y luego forma en el dúo pop Elli et Jacno que realiza la banda sonora de la película Les Nuits de la pleine lune, de Éric Rohmer.
Prosigue luego su propia carrera desde 1985 con la canción Tant de baisers perdus con texto de Françoise Hardy. Asimismo se transforma en productor de los álbumes de Pauline Lafont, Lio (Amoureux solitaires), Mathématiques Modernes, Étienne Daho (Mythomane), Daniel Darc y Jacques Higelin (Tombé du ciel). 

## Discografía
- Jacno. Celluloid, 1979.
- T'es loin, t'es près. Barclay, 1988.
- Une idée derrière la tête. Barclay, 1991.
- Faux témoin. Polygram, 1995.
- La Part des anges. Mélodie/Sony Music, 1999.
- French paradoxe. Emma/Wagram, 2002.
- Tant de temps. Warner Music, 2006.
- Jacno Future. Polydor, 2011 (homenaje con las participaciones de Étienne Daho, Dominique A, Brigitte Fontaine, Jacques Higelin, Katerine, Thomas Dutronc, Christophe, Miossec, Arthur H, Benjamin Biolay, Alex Beaupain, Stereo Total, Alexandre Chatelard, Coming Soon).

## Filmografía
- 1989, J’aurais jamais dû croiser son regard, de Jean-Marc Longval.
- 2002, Una casa de locos (L’Auberge espagnole), de Cédric Klapisch.
- 2003, Variété française, de Frédéric Videau. Presentado en la Festival Internacional de Cine de Venecia 2003, en el espacio de la semana internacional de la crítica.
- 2003, Les Lionceaux, de Claire Doyon. Presentado en el Festival de Cannes 2003, en la Quincena de los Directores.
- 2004, Code 68, de Jean-Henri Roger.